# De Grasse
El SS De Grasse fue un transatlántico construido en 1921 por Cammell Laird, Birkenhead, Reino Unido para la Compagnie Générale Transatlantique, y botado en febrero de 1924. En agosto de 1924, el De Grasse zarpó en su viaje inaugural desde Le Havre a Nueva York. Después de la caída de Francia ante la Alemania nazi, el barco fue utilizado como buque cuartel. Hundido en Burdeos, Francia, durante la retirada alemana, fue reflotado, reparado y puesto nuevamente en servicio. Con los años, se convirtió en Empress of Australia y luego Venezuela. Encalló frente a Cannes, Francia, en 1962 y fue desguazado en La Spezia, Italia.

## Accidente

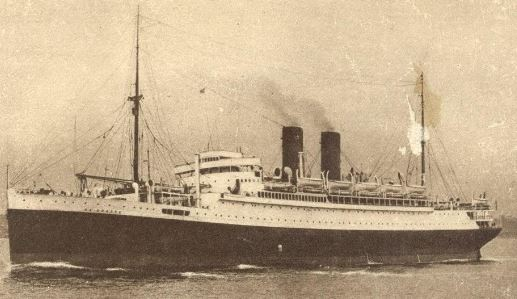
De Grasse

En 1956, el Empress of Australia fue vendido a Sicula Oceanica y, después de una remodelación, el barco pasó a llamarse Venezuela y prestó servicio en la ruta de Nápoles al Caribe. Tuvo una carrera sin incidentes con su nuevo propietario. En 1962, el Venezuela naufragó frente a Cannes. Fue reflotado, pero fue desguazado en La Spezia, Italia, en agosto del mismo año.